# Амілоцистис лапландський
Амілоцистис лапландський (Amylocystis lapponicus) — вид базидіомікотових грибів родини фомітопсисових (Fomitopsidaceae).

## Поширення
Циркумбореальний вид. Поширений у хвойних лісах Північної Європи, Північної Азії, Китаю та на заході Північної Америки. Зрідка трапляється в Центральній та Південній Європі. В Україні відомий лише на Закарпатті.

## Опис
Шапинки напівокруглі, плоскі завширшки 5 — 15 см, завтовшки до 3 см. Ростуть переважно поодиноко, рідше розташовані невеликими черепичастими групами. Поверхня шапок спочатку білувата, білувато-рожевувата, рудувато-білувата або іржаво-білувата, пізніше бурувато-цегляно-червонувата, в місцях пошкодження набуває бурувато-червонуватого забарвлення. Гіменофор трубчастий, спочатку того ж кольору, що й поверхня шапки, з віком дещо світлішший. Трубочки завдовжки 1 — 4 мм. Споровий порошок білий. Спори циліндричні, безбарвні, розміром 8-11 х 2,5-3,5 мкм.

## Екологія
Росте на повалених трухлявих стовбурах та на трухлявих пеньках дерев хвойних порід, переважно ялини. Плодові тіла з'являються з липня до кінця серпня. Спричиняє буру гниль деревини.